# Гильфанов, Ильфак
Ильфак Исмагилович Гильфанов (род. 12 ноября 1966, ТатАССР, РСФСР, СССР) — разработчик программного обеспечения, исследователь компьютерной безопасности и блогер. Он стал широко известен, когда 31 декабря 2005 года выпустил бесплатное исправление для уязвимости метафайла Windows. Microsoft выпустила официальный патч 5 января 2006 года.
Гильфанов родился в небольшом селе Нижняя Уратьма в Татарстане в семье поволжских татар. 
В 1987 году окончил мехмат МГУ.
Гильфанов является первоначальным автором и основным разработчиком дизассемблера IDA Pro, декомпилятора Hex-Rays и PhotoRescue.
В настоящее время является гражданином Бельгии и проживает в Льеже (Бельгия).
Работал в DataRescue.
В 2005 году для продвижения IDA Pro создал компанию Hex-Rays SA с ежегодным доходом в 20 миллионов евро.
В 2022 году подписал договор с компанией-инвестором Smartfin Capital о продаже доли Hex-Rays SA за 81 миллион евро и создал компанию Zingy Capital.